# Hartwell House
Pour les articles homonymes, voir Hartwell (homonymie).
Hartwell House, aussi appelée « château d’Hartwell » — prononcé en anglais /hɑɹtwɛl haʊs/ —, est un château datant en partie du XIe siècle, situé dans le village de Hartwell (dans le Buckinghamshire), dans le Sud de l’Angleterre (Royaume-Uni).
Accompagné de son domaine, Hartwell House est considérée comme une country house, c’est-à-dire, une sorte de villa à la romaine située à la campagne comprenant la demeure en elle-même et ses fiefs alentour.
Le château, qui a été rénové plusieurs fois au cours du XXe siècle, était compris, avant 2008, dans Hartwell Estate (c’est-à-dire, en français, dans le « Domaine de Hartwell »). Le domaine et le château appartenaient depuis 1938 au Ernest Cook Trust, une association axée sur la gestion et la conservation des lieux ruraux britanniques dans un but éducatif et non lucratif.
En septembre 2008, avec deux autres propriétés britanniques (Bodysgallen Hall en Galles et Middlethorpe Hall dans le Yorkshire du Nord), Hartwell House devient, par donation, une propriété de l’association Nation Trust au travers de la fiducie Historic House Hotels, une association de conservation qui possède de nombreuses propriétés et qui les conserve à titre de patrimoine historique.
Monument historique, classé « Grade I » dans la classification des monuments au Royaume-Uni (les Listed buildings), il est depuis juillet 1989 utilisé comme hôtel.

## Situation
La demeure se situe à près de 1,1 kilomètre à l'est du village de Stone le long de la route A418 ; à 2,9 kilomètres du centre de Aylesbury, la ville la plus proche qui est à environ 64 kilomètres du centre de Londres par la A41.

## Histoire
La propriété est pour la première fois mentionnée dans le Domesday Book (1086) qui l’attribue à un fils illégitime de Guillaume le Conquérant. Le village dans lequel elle se situe alors dans la petite ville  de Herdeuuelle (ou encore Herdewelle), actuelle Hartwell.
L’essentiel du château actuel a été construit au début du XVIIe siècle par la famille Hampden puis, plus tard, celle de Lee. La vieille famille du Buckinghamshire des Lee acquit la demeure de Hartwell par mariage avec la famille Hampden vers 1650. Parmi les descendants des Lee, les plus célèbres sont Sir Christopher Lee (1922-2015) et le général américain confédéré Robert E. Lee (1807-1870).
Entre 1809 et 1814, le propriétaire de l’époque, sir Charles Lee, laissa Hartwell House au comte de Lille – nom choisi par le comte de Provence (Louis XVIII) durant son exil – pour qu’il en fasse sa résidence officielle. Selon le nombre de membres de la famille royale présents, l'entourage comptait entre 140 et 200 résidents. Pour les loger, les chambres sont divisées par des cloisons et de nouvelles fenêtres sont percées. Les domestiques établissent des magasins dans les communs et des jardins sur les toits. Le 13 novembre 1810, la comtesse de Provence, née Marie-Joséphine de Savoie mourut à Hartwell House entouré des Bourbons et de membres de la noblesse française émigrés en Angleterre. Son corps y reposa dans une chambre ardente pendant plusieurs jours et fut - après un service funèbre qui se déroula à Londres à la chapelle catholique française de King Street, Portman Square - provisoirement inhumé dans l'abbaye de Westminster d'où il fut en 1811 transporté à la cathédrale de Cagliari en Sardaigne.
En 1827, le docteur John Lee, un astronome, hérita le château en raison du célibat du révérend Sir George Lee, et pendant cette période, le British Meteorological Society, aujourd’hui Royal Meteorological Society, a été créé dans la bibliothèque en 1850. Le révérend Nicholas Lee hérita à son tour du château quand son frère le docteur John trouva la mort le 25 février 1866 à Hartwell.
Le château est resté une résidence privée jusqu’en 1938, quand, à la suite d'un risque de démolition, le domaine a été acquis par le philanthrope Ernest Cook et ce qu’il contenait a été vendu aux enchères publiques. Le domaine devint véritablement une propriété de l’association Ernest Cook Trust quand elle fut fondée en 1952.
Dans les années 1960, la demeure devint une Finishing School de filles, avant d’être transformé dans les années 1980 en hôtel. Le groupe Historic House Hotels en l’acquérant en 2008, continue la dimension hôtelière du château. Sa proximité d’avec Chequers, la maison de campagne du Premier ministre du Royaume-Uni signifie qu’elle  accueille des réunions internationales et des hôtes étrangers ou des réunions et des meetings gouvernementaux.
Dans Lower-Hartwell, une église est aussi présente : l’église de l’Assomption de la sainte Vierge Marie (en anglais, Church of the Assumption of the Blessed Virgin Mary). L’église actuelle, qui remplace la structure d’origine médiévale, et sur le modèle de la salle capitulaire à la cathédrale d’York, a été érigé par Henry Keene entre 1754 et 1756 pour Sir William Lee.

## Description
Le front nord jacobéen du château, construit en pierre de taille, possède un porche en saillie avec un oriel au-dessus. À chaque extrémité de cette façade septentrionale, deux baies inclinées trônent, chacune avec un oriel d’une double hauteur. À chaque côté du porche, deux grandes fenêtres permettent au visiteur de déceler l’intérieur hall. Un parapet accompagné de vases érigé en 1740 cache les toitures.
Entre 1759 et 1761, l’architecte Henry Keene a enlargi et georgianisé en substance la demeure, et construit le front avec des baies vitrées obliques et un porche central dans un style toscan. À l’intérieur, le grand hall comprend des peintures sur bois en stuc, et trois chambres de réception avec des cheminées rococo.
La reconversion des années 1980 en hôtel a été supervisée par l’architecte Eric Throssell qui a reproduit une nouvelle salle à manger dans un style Sir John Soane, en la joignant à celle du XVIIIe siècle portes à arcades ouvertes. Le premier vestibule semi-circulaire d’entrée est devenu une salle intérieure. Throssel était également responsable de la conception ainsi que le design de la coupole qui couronne sur le toit.

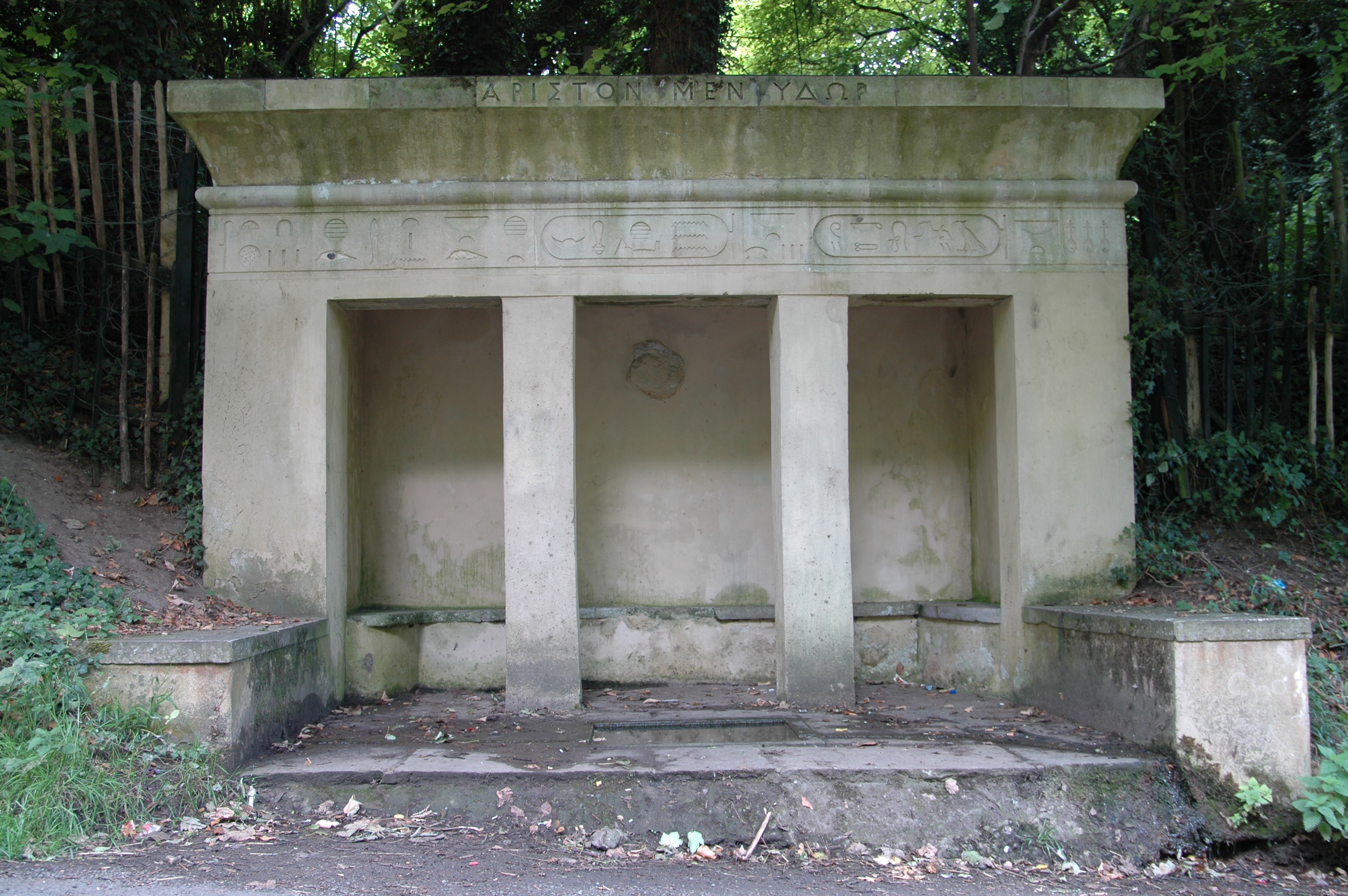
La source égyptienne de Lower Hartwell.

## Jardins
Les plans des 360 hectares de jardin du château ont été faits par l’architecte paysagiste « Capability » Brown aux alentours de 1750. L’avenue du Nord, qui donne une immense perspective d’arbres plantés en 1830, a malheureusement l’interdiction d’empiéter sur la ville d’Aylesbury. Les jardins ne sont pas sans rappeler ceux de Stowe House par leur proximité, avec des statues, un obélisque et un pont d’ornement.
Le Hartwell Estate (le domaine de Hartwell) couvre actuellement 7,3 km² de terres agricoles environnant Hartwell House.
La source égyptienne de Hartwell est une extravagance construite en 1850 par l’égyptologue Joseph Bonomi. Il s’agit d’une alcôve sur le côté ouest de Low Hartwell en face d’un petite source. Le pylône porte l’inscription en grec « ΑΡΙΣΤOΝ ΜΕΝ ΥΔΩΡ », traduit en français comme « L’eau est meilleur. » (en anglais, Water is Best) attribuée à Thalès.